# Dan Jensen (Eishockeyspieler, 1975)
Dan Jensen (* 26. April 1975) ist ein ehemaliger dänischer Eishockeytorwart, der während seiner aktiven Karriere zwischen 1994 und 2004 für Vojens IK und Esbjerg IK in der höchsten dänischen Spielklasse aktiv war.

## Karriere
Jensen spielte im Zeitraum August 1995 bis Oktober 1999 für Vojens IK bzw. die Vojens Lions.
Von 1997 bis 1999 war er Mitglied der dänischen Nationalmannschaft und nahm an der B-Weltmeisterschaft 1999 in Dänemark teil. Dort wurde er zum besten Torwart des Turniers gewählt. Mit seiner Mannschaft erreichte er bei diesem Turnier den Aufstieg in die A-Gruppe. Im Jahr 2004 beendete er seine Karriere aus familiären Gründen. Seitdem ist er als Manager in verschiedenen Firmen und Branchen aktiv. Jensen lebt heute in Vamdrup.

## Erfolge und Auszeichnungen
- 1999 Aufstieg in die A-Gruppe bei der B-Weltmeisterschaft
- 1999 Bester Torwart der B-Weltmeisterschaft
- 1999 All-Star-Team der B-Weltmeisterschaft
- 2004 Dänischer Meister mit Vojens IK

## Karrierestatistik

### International
Vertrat Dänemark bei:
- U18-Junioren-B-Europameisterschaft 1993
- U20-Junioren-C1-Weltmeisterschaft 1995
- B-Weltmeisterschaft 1999

(Legende zur Torhüterstatistik: GP oder Sp = Spiele insgesamt; W oder S = Siege; L oder N = Niederlagen; T oder U oder OT = Unentschieden oder Overtime- bzw. Shootout-Niederlage; Min. = Minuten; SOG oder SaT = Schüsse aufs Tor; GA oder GT = Gegentore; SO = Shutouts; GAA oder GTS = Gegentorschnitt; Sv% oder SVS% = Fangquote; EN = Empty Net Goal; 1 Play-downs/Relegation; Kursiv: Statistik nicht vollständig)